# Pliohyrax
Pliohyrax és un gènere extint de damans de la família dels pliohiràcids que visqueren a Àsia i Europa durant el Miocè superior, fa entre 5,3 i 9,7 milions d'anys. Se n'han trobat restes fòssils a l'Afganistan, Espanya (incloent-hi el municipi d'Almenara, a la Plana Baixa), França, Grècia i Turquia. Les espècies d'aquest grup eren animals pasturadors que haurien recordat els hipopòtams pel seu aspecte físic. N'hi havia que eren igual de grosses que els tapirs. El nom genèric Pliohyrax significa ‘Hyrax del Pliocè’.